# سید شهاب (تویسرکان)
سیدشهاب روستایی از توابع بخش مرکزی شهرستان تویسرکان در استان همدان ایران است.
این روستا محتمل ترین گزینه برای شهر شدن به عنوان ۴امین شهر شهرستان تویسرکان پس از تویسرکان و سرکان و فرسفج است.

## جمعیت

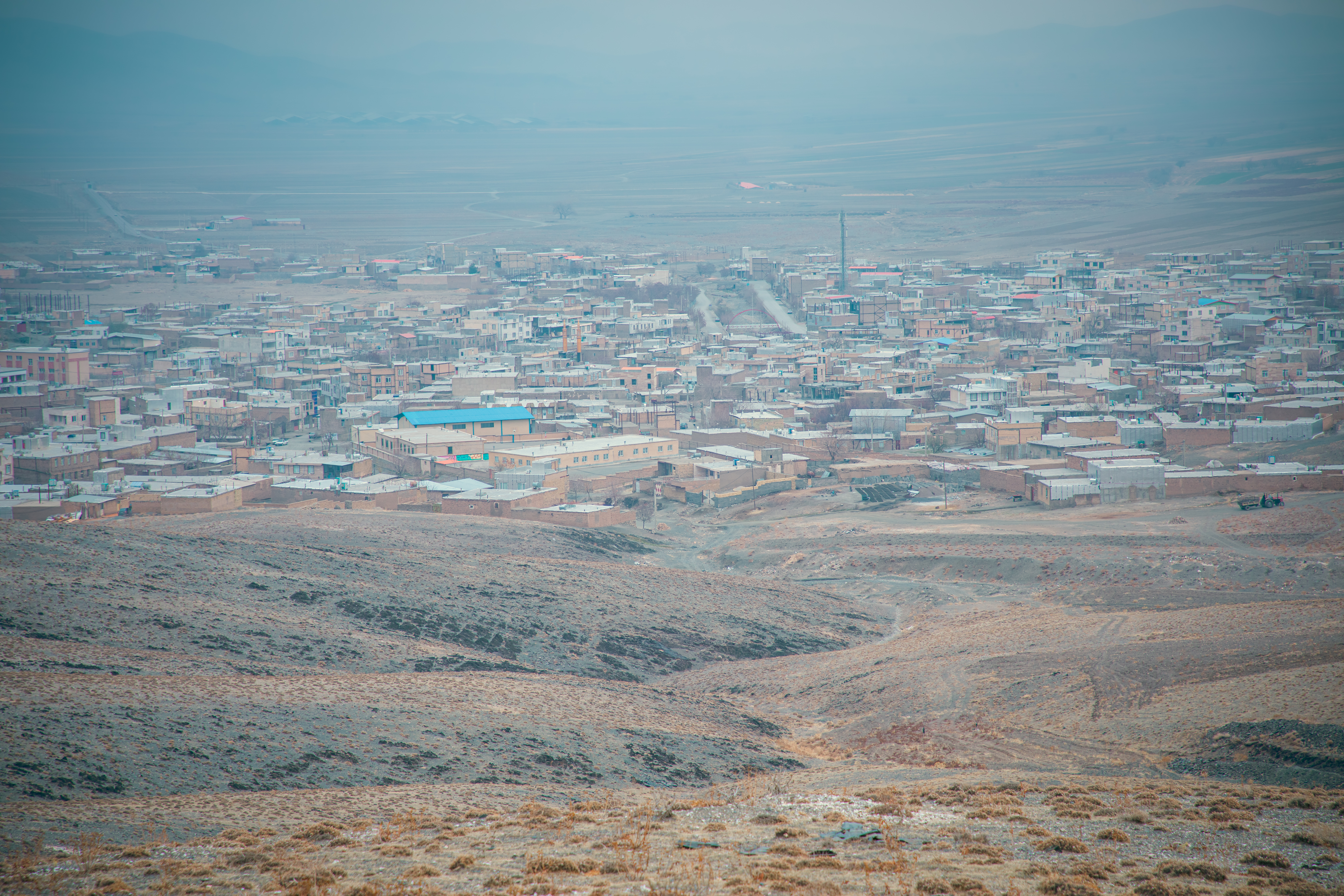
دورنمای روستا

این روستا در دهستان سیدشهاب قرار دارد و براساس سرشماری مرکز آمار ایران در سال ۱۳۹۵، جمعیت آن ۳۴۰۸ نفر (۱۰۲۶ خانوار) بوده‌است. مردم محلی به آن سه‌ی شاب میگویند. طایفه اصلی این روستا از ایل بیات می‌باشد که از آناتولی ترکیه به همدان مهاجرت کرده اند، مردم روستا به زبان لری و ترکی و برخی از آنان به گویشی که ترکیبی از این دو است سخن می‌گویند.